# 幻影鰩無人機
幻影鰩無人機（英語：Boeing Phantom Ray）是波音研發的無人戰鬥航空載具（UCAV）試驗機。該機採用飛翼構型，大小與普通的戰鬥機差不多。根據開發商波音公司表示，幻影鰩將執行偵查、打擊與自主空中加油任務，並可搭載2040公斤（4500磅）的有效載荷。

## 設計與研發
幻影鰩計畫，波音公司內部代號為「上藍計畫」，最初於2007年中開始構想，並於2008年6月正式啟動。該計畫初期在公司內是機密，只有一小部分相關人員知道此計畫存在。2009年5月此計畫才正式對外公開。
幻影鰩是由波音幽靈工廠基於X-45C所開發的試驗機。X-45C曾於2002年用於參與美國海軍與美國空軍的聯合無人空中作戰系統（J-UCAS）的競標案。波音也曾考慮將此機用於參與無人艦載空中偵察與打擊機（UCLASS）計畫的競標案。
幻影鰩的第一架原型機在2010年5月10日公開亮相。2010年11月，原型機在聖路易進行了低速地面滑行測試。在接下來的六個月內，這架原型機進行了十次測試飛行，並進行了多種任務的測試。這包括了情資蒐集、偵查監控、壓制敵方防空任務、電子作戰、獵/殲任務與自動空中加油測試。波音預計幻影鰩將成為一系列新型試驗機中的第一架
幻影鰩原定將在2010年12月於NASA的研究基地進行首飛，然而這一預定日程被延後了。2011年4月27日，幻影鰩於愛德華空軍基地進行第一次的飛行測試。它被安裝在一架由波音747修改而成的太空梭運輸飛機上，並於7500英尺高的空中以178節飛行了17分鐘。

## 規格

### 一般資料
- 製造商：波音
- 乘員：0（無人機）
- 發動機：奇異F404渦輪扇葉發動機
- 長度：11公尺（36英尺）[19]
- 翼展：15公尺（50英尺）

### 性能
- 最大起飛重量：16556公斤（36500磅）
- 實用升限：12000公尺（40000英尺）
- 作戰半徑：2414公里（1500英里;1303海浬）